# Atherinella nepenthe
Atherinella nepenthe är en fiskart som först beskrevs av Myers och Wade 1942.  Atherinella nepenthe ingår i släktet Atherinella och familjen Atherinopsidae. IUCN kategoriserar arten globalt som livskraftig. Inga underarter finns listade.